# Liste von Persönlichkeiten aus Cerentino
Diese Liste enthält in Cerentino geborene Persönlichkeiten und solche, die in Cerentino ihren Wirkungskreis hatten, ohne dort geboren zu sein. Die Liste erhebt keinen Anspruch auf Vollständigkeit.

## Persönlichkeiten
(Sortierung nach Geburtsjahr)
- Domenico Fortunato Panzera (* 1650 in Cerentino; † 1725 ebenda), Architekt, baute die Kirchen von Gerola Alta, Sacco, San Giovanni von Morbegno (1688–1714) und Mello im Veltlin[1]
- Pietro Morettini (1660–1737), Militäringenieur.
- Bartolomeo Leone (* um 1700 in Cerentino?; † 24. Dezember 1767 ebenda), Pfarrer von Cerentino, apostolischer Protonotar, Initiator des Neubaus der Pfarrkirche von Verscio[2]

- Familie Capponi. [3]
  - Marc Antonio Capponi (* um 1777 in Cerentino; † 2. Mai 1837 in Bellinzona), Politiker, Tessiner Grossrat, gründete in Bellinzona die erste Tessiner Gerberei[4]
  - Daniele Capponi (* 25. April 1810 in Cerentino; † 27. Juni 1876 in Carasso), Kaufmann, Politiker, Tessiner Grossrat, Nationalrat[3][5]
  - Marco Capponi (* 1843 in Cerentino; † 1884 ebenda), Advokat, Politiker, Tessiner Grossrat, Nationalrat, Oberstleutnant der Schweizer Armee[3]
  - Marco Luigi Capponi (* 1882 in Cerentino; † 1912 in Mangaluru), Jesuit, Missionar und Lehrer[3]

- Familie Pedrazzi. 
  - Filippo Pedrazzi (* 5. August 1788 in Cerentino; † 4. Dezember 1863 ebenda), Advokat, Kantonsrichter[6]
  - Giacomo Antonio Pedrazzi (* 2. Dezember 1810 in Cerentino; † 17. Oktober 1879 ebenda), als Maler im Kanton Tessin und in Melbourne tätig[7]
  - Domenico Pedrazzi (1815–1859), Staatsanwalt des Bezirkes Vallemaggia, Tessiner Grossrat, Ständerat und Staatsrat

- Cesare Locatelli (* 1870 in Cerentino; † um 1930 in San Miguel (Kalifornien)), Unternehmer, Gründer der Locatelli Vineyards & Winery[8][9]